# Primula lacerata
Primula lacerata är en viveväxtart som beskrevs av William Wright Smith. Primula lacerata ingår i släktet vivor, och familjen viveväxter. Inga underarter finns listade i Catalogue of Life.